# Dois Riachos
Dois Riachos là một đô thị thuộc bang Alagoas, Brasil. Đô thị này có diện tích 140 km², dân số năm 2007 là 11607 người, mật độ 82,91 người/km².